# Jacek Kozłowski
Jacek Kozłowski (ur. 18 grudnia 1957 w Sopocie) – polski polityk i menedżer, w latach 2007–2015 wojewoda mazowiecki, od 2023 wiceprezes Najwyższej Izby Kontroli.

## Życiorys
Ukończył studia w Instytucie Geografii Uniwersytetu Gdańskiego oraz studia Master of Business Administration. W latach 80. działał w opozycji demokratycznej, publikował w prasie podziemnej.
W latach 90. zajmował się także działalnością ekspercką, był ekspertem sejmowej Komisji Kultury i Środków Przekazu, Krajowej Rady Radiofonii i Telewizji oraz Rady Europy. Przez kilka lat wykładał na uczelniach wyższych, m.in. na Wydziale Dziennikarstwa Uniwersytetu Warszawskiego.
W latach 1990–1993 (z przerwą w 1992) był dyrektorem Biura Prasowego Rządu i zastępcą rzecznika prasowego rządu oraz dyrektorem generalnym w Urzędzie Rady Ministrów. Od 1994 do 1996 pełnił funkcję dyrektora generalnego Fundacji Rozwoju Demokracji Lokalnej. W latach 1998–2001 pracował jako dyrektor w Banku Pekao S.A., przez następne pięć lat prowadził własną działalność jako doradca w dziedzinie komunikacji finansowej i realizacji projektów finansowych.
Od 1990 działał w Kongresie Liberalno-Demokratycznym i następnie w Unii Wolności. Na kilka lat wycofał się z polityki, następnie w 2003 przystąpił do Platformy Obywatelskiej. W 2006 kierował kampanią wyborczą Hanny Gronkiewicz-Waltz, ubiegającej się o urząd prezydenta Warszawy. Po wyborach samorządowych objął stanowisko wicemarszałka mazowieckiego.
29 listopada 2007 został powołany na stanowisko wojewody mazowieckiego. 12 grudnia 2011 premier Donald Tusk ponownie powierzył mu funkcję wojewody, zakończył urzędowanie 8 grudnia 2015.
Bez powodzenia kandydował w wyborach do Parlamentu Europejskiego w 2009 i 2014, a także do Sejmu w 2015. W styczniu 2018 został wykluczony z PO za zarzucanie władzom partii manipulacji w wyborach w regionie. W 2019 uzyskał możliwość objęcia mandatu poselskiego w miejsce jednego wybranych do Europarlamentu IX kadencji posłów, jednak z niej nie skorzystał. W wyborach prezydenckich w 2020 poparł Szymona Hołownię. W tym samym roku został wiceprzewodniczącym jego partii Polska 2050 (zarejestrowanej w marcu 2021). W 2022 objął funkcję skarbnika tego ugrupowania.
22 grudnia 2023 powołany na stanowisko wiceprezesa Najwyższej Izby Kontroli, w związku z czym zrezygnował z działalności partyjnej.

## Odznaczenia i wyróżnienia
- Odznaka Honorowa „Zasłużony dla Mazowsza”[10] – 2010[11]
- Złota Odznaka „Zasłużony dla Służby Celnej” – 2013[12]
- Kawaler I Klasy Orderu Zasługi – Norwegia, 2012[13]
- Odznaka Honorowa Prezydenta Warszawy Stefana Starzyńskiego (TPW) – 2013[14]
- Odznaka Honorowa za Zasługi dla Samorządu Terytorialnego – 2015[15]